# Judith Light

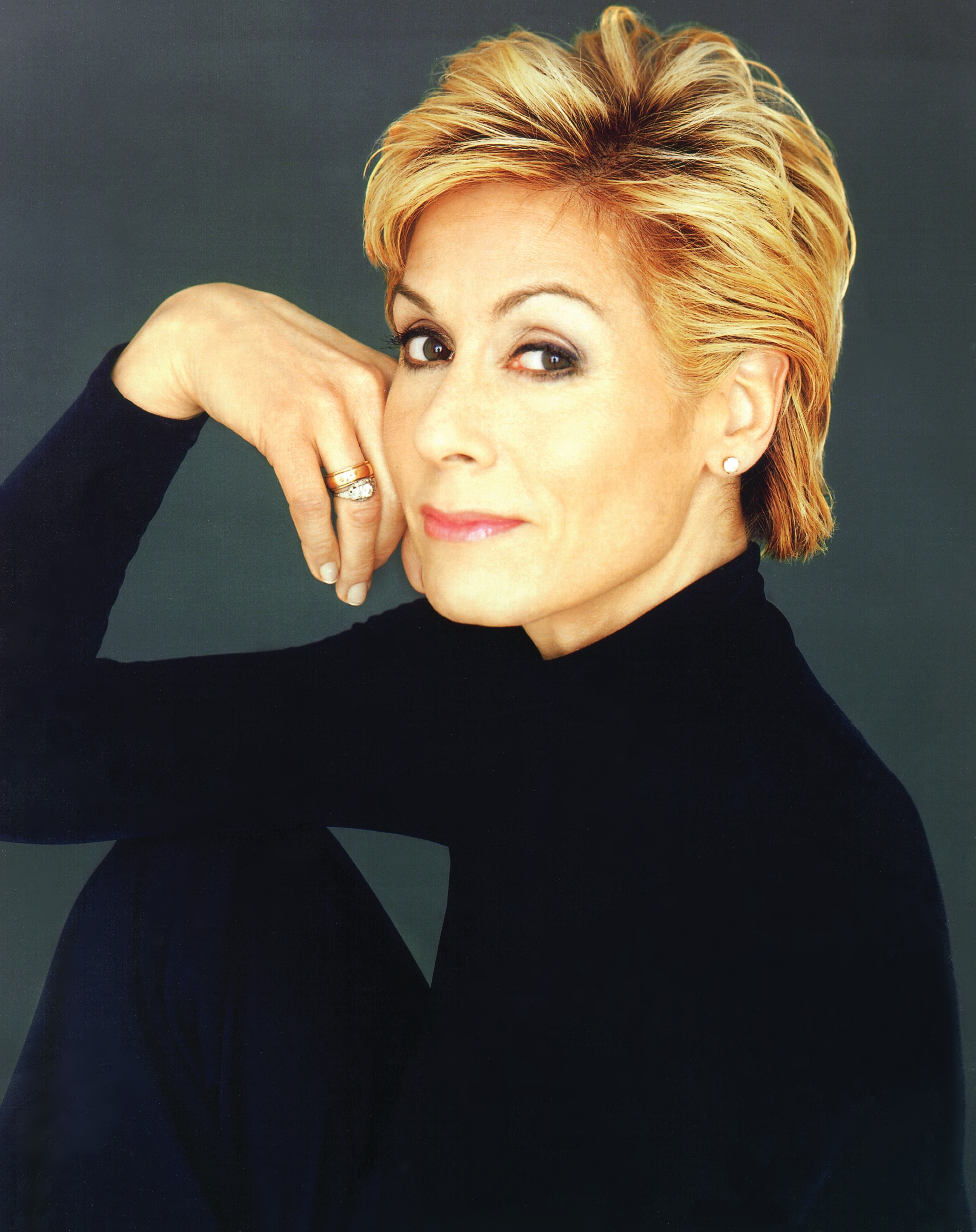
Judith Light (2007)

Judith Ellen Light (* 9. Februar 1949 in Trenton, New Jersey) ist eine US-amerikanische Schauspielerin.

## Leben
Judith Light wurde 1949 als Tochter des Buchhalters Sidney Light und seiner Frau Pearl Sue Hollander in eine jüdische Familie in Trenton, New Jersey, geboren. 1971 schloss sie ihr Studium an der Carnegie Mellon University in Pittsburgh ab. Ab 1977 spielte sie zunächst für einige Jahre in der Seifenoper One Life to Live  die Rolle der Karen Wolek. Diese brachte Light zwei Daytime Emmy Awards und verhalf ihr in den USA zu großer Bekanntheit. In ihrer Rolle war sie zunächst eine Hausfrau, die schließlich aus Langeweile anfing, als Prostituierte zu arbeiten. Außerdem hatte sie Gastauftritte in anderen Fernsehserien wie Kojak – Einsatz in Manhattan und Remington Steele.
1983 erhielt Light die weibliche Hauptrolle in der Sitcom Wer ist hier der Boss?. Sie spielte Angela Bower, eine erfolgreiche Werbemanagerin und alleinerziehende Mutter, die eine neue Haushälterin sucht und stattdessen Tony Micelli (Tony Danza) einstellt, der mit seiner halbwüchsigen Tochter Samantha (Alyssa Milano) bei ihr einzieht. Von 2002 bis 2010 verkörperte sie in rund zwei Dutzend Folgen der Fernsehserie Law & Order: Special Victims Unit die Richterin Elizabeth Donnelly. Stand 2024 umfasst ihr Schaffen rund 100 Film-, Fernseh- und Bühnenproduktionen.
1985 heiratete Light ihren Kollegen Robert Desiderio, den sie bereits aus One Life to Live kannte. Nach dem Ende von Wer ist hier der Boss? im Jahr 1992 übernahm sie in der Folgezeit verschiedene andere Rollen und spielt seither auch immer wieder Theater, z. B. am Broadway. Außerdem unterstützte sie ihren Schauspielkollegen Danny Pintauro, der in Wer ist hier der Boss? ihren Sohn mimte, nachdem dieser 1997 sein Coming-out hatte. Sie tritt seitdem immer wieder öffentlich für die Rechte von Homosexuellen ein und engagiert sich in entsprechenden Interessenverbänden.

## Filmografie (Auswahl)
- 1977–1983: Liebe, Lüge, Leidenschaft (One Life to Live, Fernsehserie)
- 1984: Remington Steele (Fernsehserie, Folge 2x19)
- 1984–1992: Wer ist hier der Boss? (Who’s the Boss?, Fernsehserie, 196 Folgen)
- 1987: Im Netz des Todes (Stamp of a Killer)
- 1989: Hey-la, Hey-la, die Bouffants sind da (My Boyfriend’s Back)
- 1989: The Ryan White Story
- 1993: Der geschlagene Mann (Men Don’t Tell)
- 1995: Der Ladykiller (Lady Killer)
- 1996: Mein Sohn – der Mörder (Murder at My Door)
- 1998: Virus X – Die tödliche Falle (Carriers)
- 2002–2010: Law & Order: Special Victims Unit (Fernsehserie, 25 Folgen)
- 2006–2010: Alles Betty! (Ugly Betty, Fernsehserie, 54 Folgen)
- 2008: Save Me
- 2012, 2015: The Exes (Fernsehserie, 3 Folgen)
- 2013–2014: Dallas (Fernsehserie, 18 Folgen)
- 2014: Last Weekend
- 2014–2019: Transparent (Fernsehserie, 33 Folgen)
- 2018: American Crime Story (Fernsehserie, 2 Folgen)
- 2019–2020: The Politician (Fernsehserie, 8 Folgen)
- 2020: Manhunt (Fernsehserie, 7 Folgen)
- 2021: Tick, Tick… Boom!
- 2022: The Menu
- 2022–2023: Shining Vale (Fernsehserie, 6 Folgen)
- 2022–2023: Julia (Fernsehserie, 9 Folgen)
- 2022: American Horror Stories (Fernsehserie, Folge 2x06)
- 2023: Down Low
- 2023: The Young Wife
- 2023: Poker Face (Fernsehserie, Folge 1x05)
- 2024: Out of My Mind
- 2024: Before (Fernsehserie,7 Folgen)

## Auszeichnungen
Golden Globe
• 2016: Nominierung als Beste Nebendarstellerin – Serie, Mini-Serie oder TV-Film für Transparent
Emmy
- 1980: Beste Hauptdarstellerin in einer Dramaserie für One Life to Live
- 1981: Beste Hauptdarstellerin in einer Dramaserie für One Life to Live
- 2007: Nominierung als Beste Gastdarstellerin in einer Comedyserie für Ugly Betty
- 2016: Nominierung als Beste Nebendarstellerin in einer Comedyserie für Transparent
- 2017: Nominierung als Beste Nebendarstellerin in einer Comedyserie für Transparent
- 2023: Beste Gastdarstellerin in einer Comedyserie für Pokerface
- 2012: Tony Award für Other Desert Cities